# 단순한 형식
단순한 형식(Una Pura Formalita, A Pure Formality)은 프랑스에서 제작된 쥬세페 토르나토레 감독의 1994년 영화이다. 제라르 드빠르디유 등이 주연으로 출연하였고 마리오 세치 고리 등이 제작에 참여하였다.

## 출연

### 주연
- 제라르 드빠르디유
- 로만 폴란스키
- 세르지오 루비니

### 조연
- 니콜라 디 핀토
- 타노 시마로사
- 마시모 바니

## 제작진
- 미술: 안드레아 크리산티